# Scutellaria mexicana
Scutellaria mexicana là một loài thực vật có hoa trong họ Hoa môi. Loài này được (Torr.) A.J.Paton miêu tả khoa học đầu tiên năm 1990.

## Hình ảnh

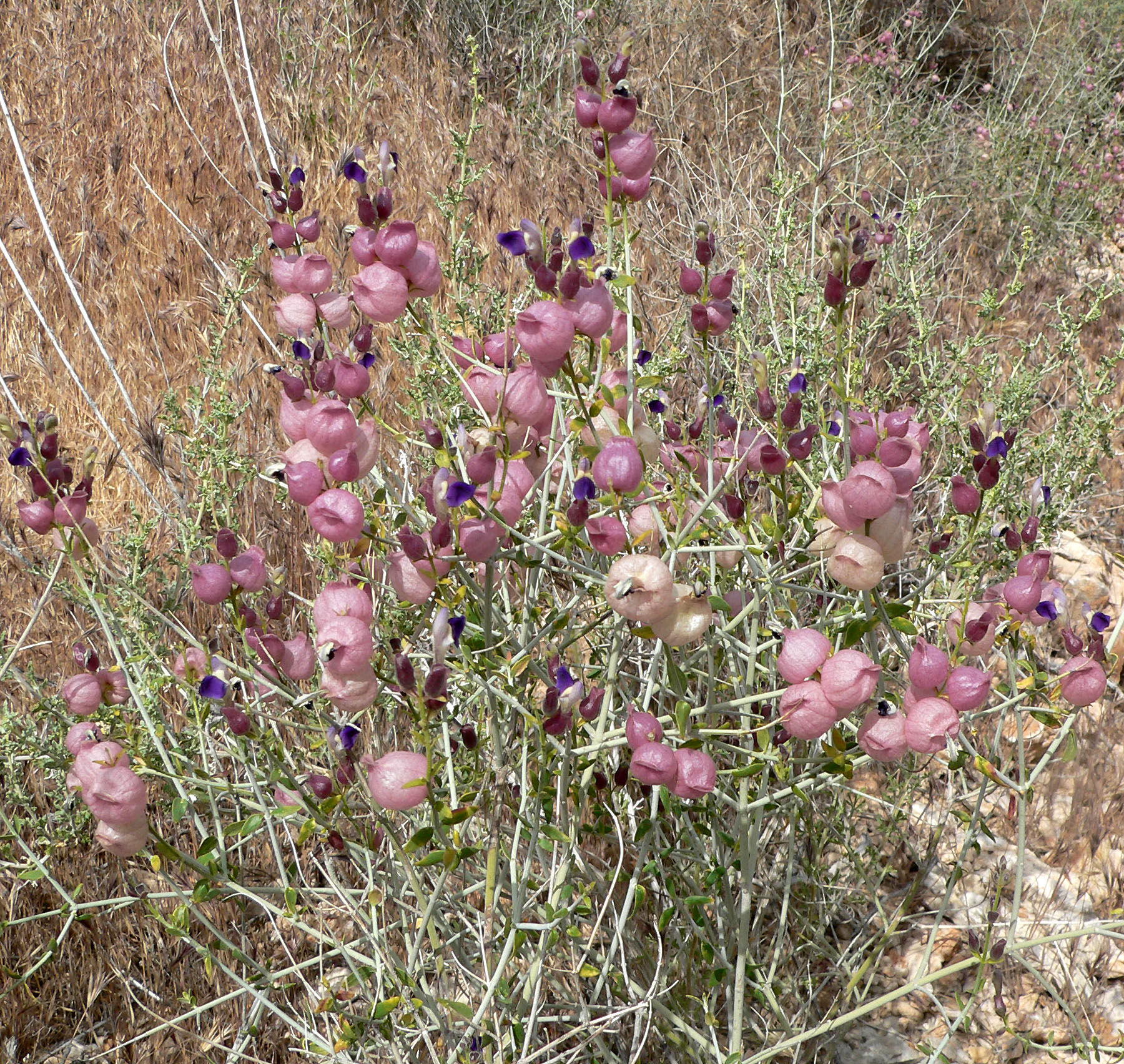
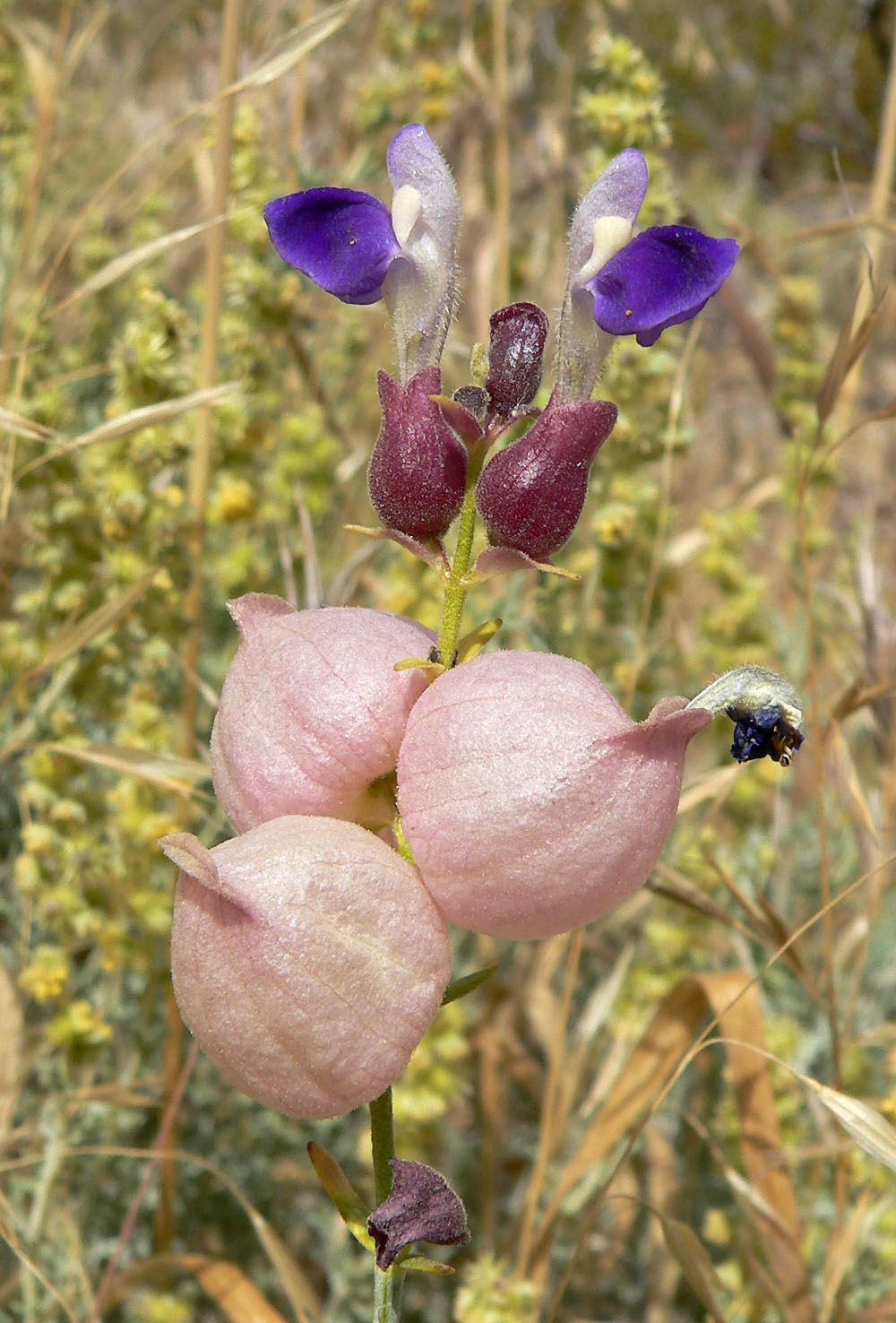
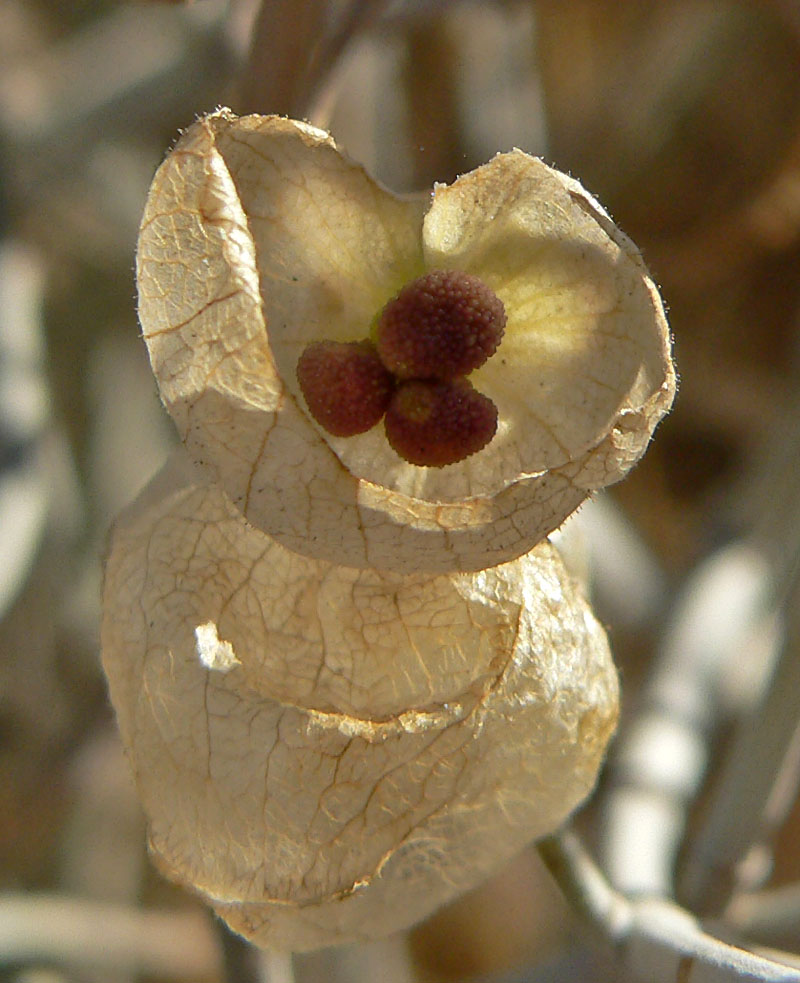
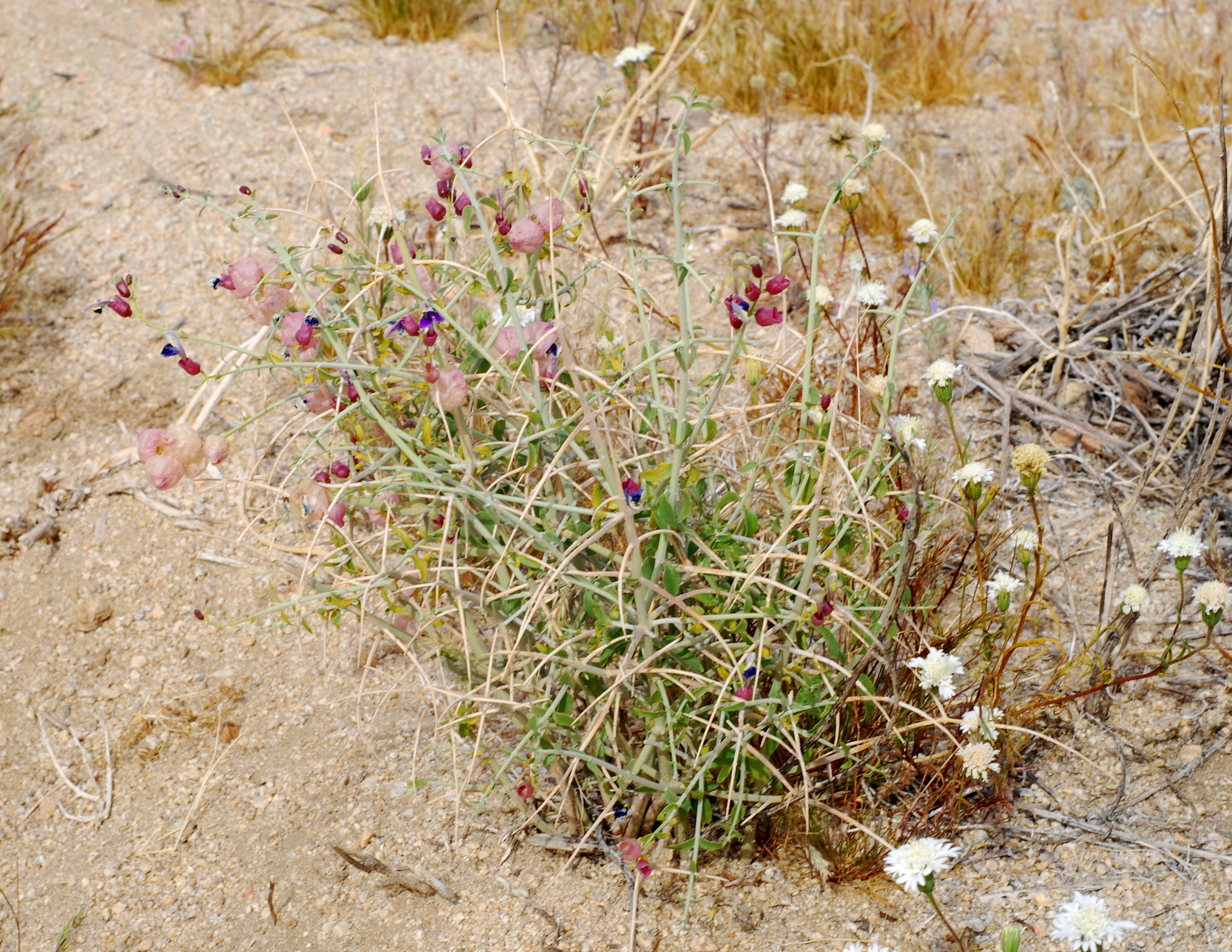